# Vera Vergani
Vera Vergani (6 de febrero de 1894 – 22 de septiembre de 1989) fue una actriz teatral y cinematográfica de nacionalidad italiana.

## Biografía
Nacida en Milán, Italia, era hermana de Orio Vergani y sobrina de Vittorio Podrecca, un marionetista. En 1914 entró a formar parte de la compañía teatral de Virgilio Talli y Maria Melato, y con solo 21 años fue primera actriz en la formación de Ruggero Ruggeri. En 1922 fue uno de los Seis personajes en busca de autor, con la compañía teatral de Dario Niccodemi con quien trabajó nueve años. Repitió autor tres alis más tarde en el estreno de Cada uno a su manera.
También fue actriz cinematográfica, actuando en algunas cintas, tanto de la época del cine mudo como del sonoro.
En 1931 abandonó la actuación y se casó con Leonardo Pescarolo. Fruto del matrimonio nacieron Vera, que más adelante se casó con el director Giuliano Montaldo, y Leo Pescarolo (1935) futuro productor cinematográfico, fallecido en 2006. 
Vera Vergani falleció en Procida, Italia, en 1989.

## Selección de su filmografía
- Il presagio, de Augusto Genina (1916)
- La menzogna, de Augusto Genina (1916)
- Quando eravamo muti, de Riccardo Cassano (1933)
- Il morbidone, de Massimo Franciosa (1965)